# Max Holste Super Broussard
Die Max Holste M.H.260 Super Broussard war ein Passagier- und Frachtflugzeug des französischen Herstellers Société des Avions Max Holste vom Ende der 1950er-Jahre.

## Geschichte
Nach der einmotorigen Broussard entwickelte Max Holste die zweimotorige Super Broussard. Der erste Prototyp, der am 20. Mai 1959 zum Erstflug startete, trug die Bezeichnung M.H.250, war noch mit zwei 9-Zylinder-Sternmotoren Pratt & Whitney R-1340 ausgerüstet und verfügte nicht über eine Druckkabine. Für die Serienausführung M.H.260 waren dagegen zwei Turboprops des Typs Turbomeca Bastan als Antrieb vorgesehen. Gegenüber der M.H.250 wurde außerdem der Rumpf um 0,65 m verlängert und die eckigen Fenster durch runde ersetzt.
Nach der Übernahme des Unternehmens durch Nord Aviation wurde das Muster als Nord 260 in einer Kleinserie von acht Exemplaren gefertigt.
Vor der Übernahme durch die Französischen Luftstreitkräfte (Centre d’essais en vol, CEV) wurden einige Maschinen an Fluggesellschaften ausgeliehen, darunter Air Inter und die norwegische Widerøe’s Flyveselskap.
Die noch von Max Holste entwickelte Variante MH.262 erhielt einen druckbelüfteten Rumpf mit kreisrundem Querschnitt. Die Druckkabine war dafür ausgelegt, einen Druck entsprechend 2500 m Höhe bis zur Flughöhe von 5000 m aufrechtzuerhalten. Diese Variante wurde von Nord als Nord 262 in Serie produziert.
Vorgesehen war auch die Version MH.280 mit zwei Lycoming-T53-Propellerturbinen, die aber nicht über das Projektstadium hinauskam.

## Konstruktion
Die Super Broussard war ein zweimotoriger freitragender Schulterdecker mit einer dreiteiligen Ganzmetalltragfläche. Der Ganzmetall-Kastenrumpf hatte einen nahezu rechteckigen (M.H.250 und 260) bzw. runden Querschnitt (M.H.262). Bei dem Bugradfahrwerk war das Bugrad vollständig, das Hauptfahrwerk jedoch nur zu zwei Drittel in Stromlinienkörper beiderseits des Rumpfs einziehbar. Es sollten auch Landungen auf unbefestigten Plätzen möglich sein. Die Maschine hatte keine Druckkabine.

## Technische Daten
| Kenngröße            | Daten M.H.260 |
| -------------------- | --- |
| Besatzung            | 2 |
| Passagiere           | 17, 20 oder 26, Toilette und Gepäckraum im Heck bei 17 und 20 Passagieren konnte noch ein Buffet eingebaut werden.                        |
| Länge                | 18,04 m |
| Spannweite           | 21,85 m |
| Höhe                 | 7,11 m |
| Flügelfläche         | 54,5 m² |
| Flügelstreckung      | 8,8 |
| Leermasse            | 5600 kg |
| max. Startmasse      | 9800 kg |
| Reisegeschwindigkeit | 390 km/h |
| Dienstgipfelhöhe     | 8600 m |
| Reichweite           | 1000 km bei 45 min Reserve |
| Triebwerke           | 2 × Turboproptriebwerke Turbomeca Bastan IV mit je 1000 WPS Dreiblatt-Verstellluftschrauben Ratier 1800 l Treibstoff in sechs Flügeltanks |